# Hey Jude (album)
A Hey Jude (eredeti címe: The Beatles Again) a Beatles 1970. február 26-án az Egyesült Államokban (Angliában 1979. május 11-én) megjelent albuma.

## Az album dalai
Minden dalt John Lennon és Paul McCartney írt, kivéve, ahol a szerző jelölve van.

### Első oldal
1. Can’t Buy Me Love (1964) – 2:14
2. I Should Have Known Better (1964) – 2:44
3. Paperback Writer (1966) – 2:19
4. Rain (1966) – 3:01
5. Lady Madonna (1968) – 2:18
6. Revolution (1968) – 3:24

### Második oldal
1. Hey Jude (1968) – 7:08
2. Old Brown Shoe (1969) – (George Harrison) – 3:19
3. Don’t Let Me Down (1969) – 3:35
4. The Ballad of John and Yoko (1969) – 3:00